# Такач, Самуэль
Самуэль Такач (словац. Samuel Takáč; род. 3 декабря 1991, Попрад) — словацкий хоккеист, нападающий словацкого клуба «Слован» (с 2021 года). Игрок сборной Словакии по хоккею с шайбой. Бронзовый призёр Олимпийских игр 2022 года.

## Клубная карьера
Такач является воспитанником ХК «Попрад». В высшей лиге Словакии дебютировал в ХК «Оранж 20» в сезоне 2009/10 годов.
После успешного сезона 2014/15 годов решил переехать играть во Францию. В составе «Гапа» завоевал титул чемпиона Франции. В следующих двух сезонах играл за ХК «Лион». Сыграл в Матче звезд французской лиги, а также выиграл кубок Франции.
После трёх лет работы во Франции, вернулся в словацкую лигу и подписал контракт с ХК «Попрад». В течение своего первого сезона дошёл до полуфинала словацкой экстра-лиги.
В мае 2021 года подписал контракт с клубом ХК «Слован Братислава».

## Карьера в сборной
В 2022 году был приглашён в состав олимпийской сборной Словакии для участия в играх в Пекине, где сборная Словакии завоевала бронзовые медали, а Такач был одним из триумфаторов того турнира, сыграв шесть матчей, забив одну шайбу и сделав одну результативную передачу.
Роман был приглашён в сборную Словакии для участия в чемпионате мира 2022 года, где команда стала восьмой.
В 2025 году вновь приглашён в состав первой национальной сборной Словакии для участия в чемпионате мира, который состоялся в Швеции и Дании.